# El vigilante nocturno
El vigilante nocturno es una novela de Louise Erdrich publicada por primera vez el 3 de marzo de 2020 por HarperCollins.  La obra está ambientada en la década de 1950. Esta es la sexta novela de Erdrich después de Future Home of the Living God. La novela se inspiró en la vida del abuelo de Erdrich, quien motivó e inspiró a otros miembros de la reserva de Turtle Mountain  a resistir las políticas de terminación de los indios de los años 1940-1960.  El vigilante nocturno es la primera novela que Erdrich ha escrito ambientada en la reserva de Turtle Mountain. 
En 2021, la obra recibió el Premio Pulitzer de Ficción. 

## Escritura y composición
En las cartas escritas por su abuelo detallando su resistencia contra los proyectos de ley de terminación  destinados a asimilar al pueblo ojibwa a la sociedad estadounidense más amplia a través de una variedad de medios, incluido el fin de la soberanía tribal en los Estados Unidos.  Erdrich se ha referido a las cartas como "[...] hermosas, llenas de humor y narración".  Ella basó El vigilante nocturno en su personalidad amorosa y su compromiso con su tribu. 
Esta ficción histórica ofrece descripciones detalladas del entorno y las relaciones entre los personajes. Además de la trama política, los lectores siguen a una variedad de otros personajes a través de la vida diaria en la reserva, la tragedia familiar, los combates de boxeo y el romance.  Está escrito en tercera persona y sigue a una serie de personajes y, en algunos casos, animales.  La historia cambia de narradores entre otros personajes del libro para proporcionar diversas perspectivas. 

## Trama
Thomas Wazhashk, un vigilante nocturno en una fábrica de joyas y concejal ojibwa, trabaja para comprender las consecuencias de un nuevo proyecto de ley de despido redactado por Arthur Vivian Watkins que se dirige al pleno del Congreso de los Estados Unidos.  En 1953, Thomas y otros ojibwa comienzan a temer las implicaciones de este proyecto de ley. Mientras Thomas intenta salvar a su tribu de la extinción, su sobrina Patrice se embarca en un viaje a Minneapolis para encontrar a su hermana, Vera.  Patrice Paranteau, una joven ojibwa y exalumna destacada de la escuela secundaria, equilibra las exigencias de la vida moderna y tradicional.  Ella trabaja en la fábrica de joyas y gana lo suficiente para ayudar a su madre Zhanaat y a su hermano Pokey.  El padre alcohólico de Patrice vuelve a casa esporádicamente para amenazar a la familia y pedirle dinero. Patrice usa su dinero ahorrado para buscar a su hermana Vera, quien desapareció después de mudarse a Minneapolis con su esposo. Durante su viaje, Patrice se enfrenta a abusos y peligros.  Las vidas del joven boxeador ojibwa Wood Mountain y su madre, Juggie Blue, se cruzan con las de muchas otras personas que viven en la reserva, mientras cada uno intenta sacar el máximo partido de sus respectivas circunstancias. 

## Personajes
Thomas Wazhask — Thomas es un hombre de buen corazón, un esposo y un padre que pasa sus noches como vigilante en una planta de joyas en Turtle Mountain. Se involucra políticamente cuando lee el proyecto de ley sobre la terminación del matrimonio indígena y comienza a organizarse en contra de él.  Wazhask se traduce como "rata almizclera" en ojibwa y se pronuncia Wa-shush-k.  Mientras estaba encerrado afuera de su lugar de trabajo durante una tormenta de nieve en la noche, Thomas tuvo una visión en la que describió haber visto a Jesucristo y a otros. 
Patrice Paranteau — Patrice (también conocida como Pixie) es una joven fuerte y voluntariosa de 19 años que está decidida a encontrar a su hermana mayor desaparecida, Vera. Se aventura a la ciudad y consigue un trabajo actuando en un bar mientras sigue varias pistas hacia el paradero de su hermana. 
Vera Paranteau — Vera es la hermana mayor de Pixie, quien está desaparecida en Minneapolis y ha tenido un bebé. 
Pokey Paranteau — Pokey es el hermano menor de Pixie.
Zhanaat Paranteau — Madre de Pokey, Vera y Patrice Paranteau, Zhanaat vive en la reserva y le enseñó a Patrice las formas tradicionales de vida. 
Lloyd Barnes: Un profesor de matemáticas local en la escuela de la reserva. Los miembros de la comunidad lo llaman "Hay Stack" debido a su cabello rubio. Es bien sabido entre la comunidad que desea una relación romántica con Patrice Paranteau. 
Wood Mountain: Un joven boxeador bajo la tutela de Lloyd Barnes y el hijo de Juggie Blue. Está enamorado de Patrice, pero se centra en ayudarla a encontrar a su hermana desaparecida, Vera. Él no persigue a Patrice del mismo modo que lo hace Barnes. Lucha contra Joe Wobleszynski en Battle Royale para recaudar dinero para que Thomas y los otros miembros del consejo comunitario viajen a Washington D. C.. 
Millie Cloud: La hija de Louis Pipestone y media hermana de Grace Pipestone. Millie es una estudiante universitaria que estudia Economía en la Universidad de Minnesota. Más tarde cambia su especialidad a Antropología después de pasar tiempo con su familia y otros ojibwa de Turtle Mountain. Se involucra en el esfuerzo de resistencia contra la aprobación del proyecto de ley de Resolución Concurrente de la Cámara 108 cuando Thomas Wazhashk y su padre le piden que presente los resultados de su investigación sobre los recursos de la Reserva de Turtle Mountain en el tribunal. 
Arthur V. Watkins: senador republicano de Utah. La versión ficticia de Arthur V. Watkins que Erdrich hace está basada en gran medida en la persona real; su diálogo durante la visita de los personajes al Congreso está extraído de transcripciones reales. 
Vernon y Elnath: Estos dos misioneros mormones creen que los chippewa son lamanitas.

## Semificción
Algunos aspectos de esta novela de ficción están inspirados en acontecimientos históricos. La planta productora de joyas está basada en una fábrica real en Turtle Mountain, donde trabajaban principalmente mujeres.  Aunque en 1955 un intento de sindicalización fracasó, los trabajadores tuvieron éxito en su demanda de mayores salarios y mejores condiciones de trabajo. 
El diálogo ficticio escrito en el libro sobre el testimonio de Turtle Mountain ante el Congreso sigue de cerca las transcripciones reales del testimonio dado allí. 

## Elementos recurrentes

### Animales
Los animales y la inteligencia animal son un tema recurrente en El vigilante nocturno. Un capítulo está narrado íntegramente desde la perspectiva de dos caballos escapados.  En otro momento, Patrice percibe que un perro le habla y le da información sobre el destino de su hermana. 
Otro animal que aporta simbolismo es el búho. Thomas y el búho tienen una conexión porque, al igual que el búho, Thomas se queda despierto protegiendo la fábrica y trata de persuadir a la gente en el poder para que los apoyen contra el despido. "El búho comparte la soledad de Thomas y simboliza la soledad mental y psíquica de su batalla". 

### Magia ambigua
Hay varios casos en la novela que parecen ser causados por medios mágicos o sobrenaturales. La parálisis facial parcial de un compañero de clase que ocurrió después de que intentara agredir sexualmente a Patrice fue supuestamente un caso de magia. Erdrich deja la realidad de estas escenas intencionadamente ambigua. Cuando se le preguntó por qué era así, ella afirmó: "Nos pasan tantas cosas que inmediatamente las justificamos, y por eso no estoy simplemente explicando lo que está sucediendo". 

## Recepción
La novela recibió críticas mayoritariamente positivas de los críticos.  En una reseña para The New York Times, Luis Alberto Urrea elogió la novela, refiriéndose a ella como "[...] una epopeya magistral que lleva el poder de testimonio [de Erdrich] a cada página".  El amor, la rabia, la resistencia política y el coraje saturan las vidas de los memorables personajes de El vigilante nocturno.  Ron Charles del Washington Post dice que Erdrich "redescubre su genio" con esta novela.  Una reseña para USA Today elogió la relatividad de la novela.  El Boston Globe reconoce los defectos que algunos pueden encontrar en la novela, pero en última instancia la considera una de "...las mejores de su notable ficción".  Otros críticos han notado la belleza del "sentimiento familiar" de la novela, la resistencia de los personajes y han llamado a Erdrich un "maestro narrador de historias".  
La forma gradual en que se presenta la pobreza de ciertos personajes en la novela también ha recibido elogios, y Erdrich ha destacado las formas en que esto refleja la vida real.  Erdrich también ha abordado en entrevistas la importancia del papel de Patrice en la novela y cómo funciona como segunda protagonista, diciendo que su hija incluso hizo una portada separada para la novela con el título Pixie.  Aunque esta novela está ambientada en el pasado, Erdrich comenta sobre los problemas que aún persisten dentro de las comunidades indígenas hoy en día, afirmando: "Es cierto que las políticas que comienzan con el despojo no terminan allí". 

### Honores
La novela ganó el premio Pulitzer 2021. El comité que otorgó el premio calificó la novela como "[...] una novela majestuosa y polifónica sobre los esfuerzos de una comunidad para detener el desplazamiento y la eliminación propuestos de varias tribus nativas americanas en la década de 1950, presentada con destreza e imaginación". 